# M26 Modular Accessory Shotgun System
M26 Modular Accessory Shotgun System (M26 MASS, также XM26 LSS или XM26) — магазинное подствольное ружьё (дробовик), разработанный для установки на автомат M4 как подствольный модуль или как отдельное ружьё (путём присоединения приклада и пистолетной рукояти).

## Описание

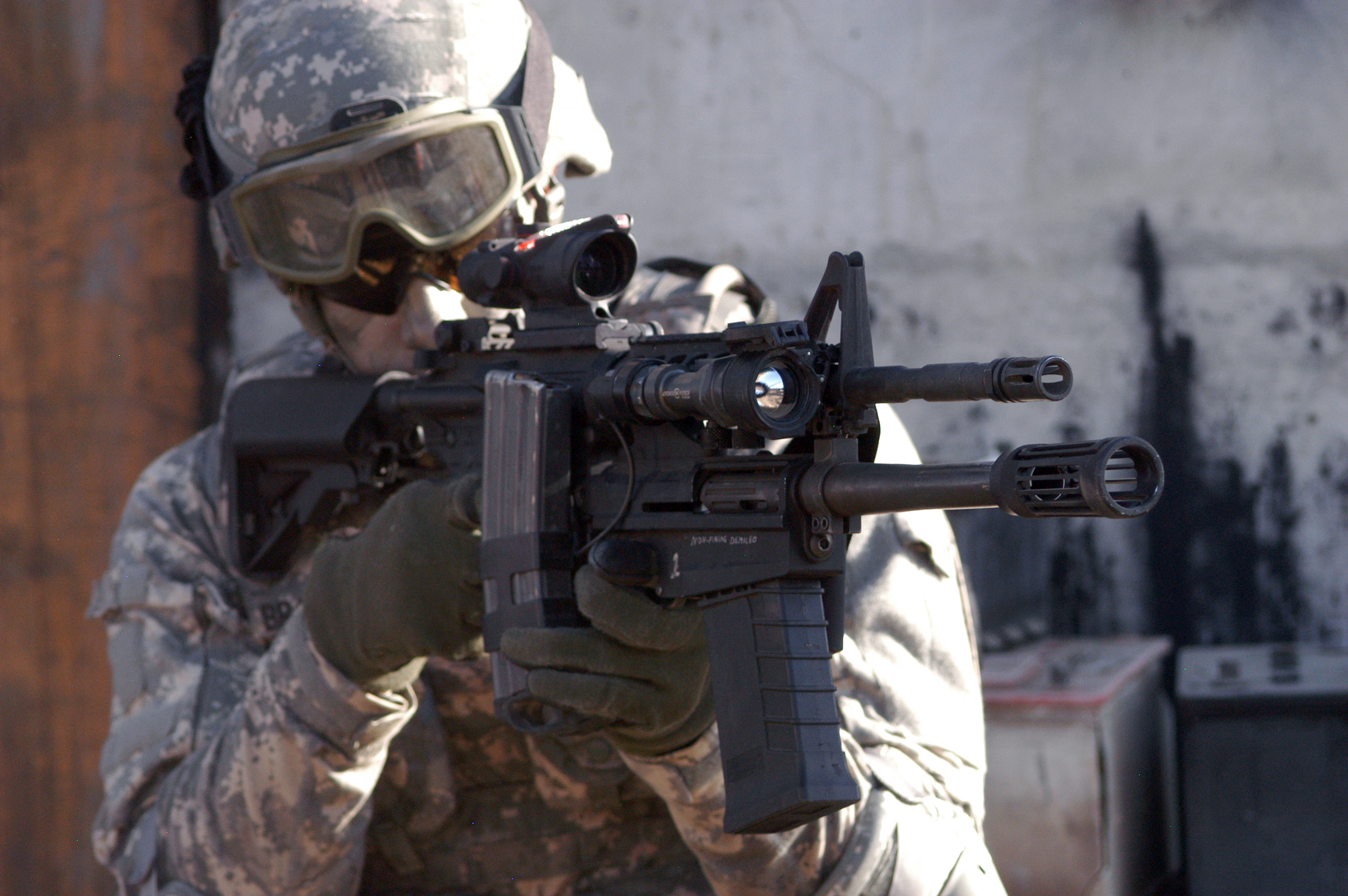
Солдат с M26 MASS, установленном на автомате M4

M26 MASS является армейской версией системы Lightweight Shotgun System, разработанной «C-More Systems» и производимой «Vertu Corporation» первоначально для USSOCOM. M26 должен уменьшить количество индивидуальных видов оружия, которые несёт с собой солдат путём добавления ружья-модуля для автомата, а не отдельного ружья.
M26 MASS создавался с 1990-х годов.
Он должен обеспечить солдата новыми возможностями, такими как: взламывание дверей специальными пулями, боем с помощью картечи на близких расстояниях, использованием несмертельных зарядов, вроде зарядов с газом или резиновых пуль.

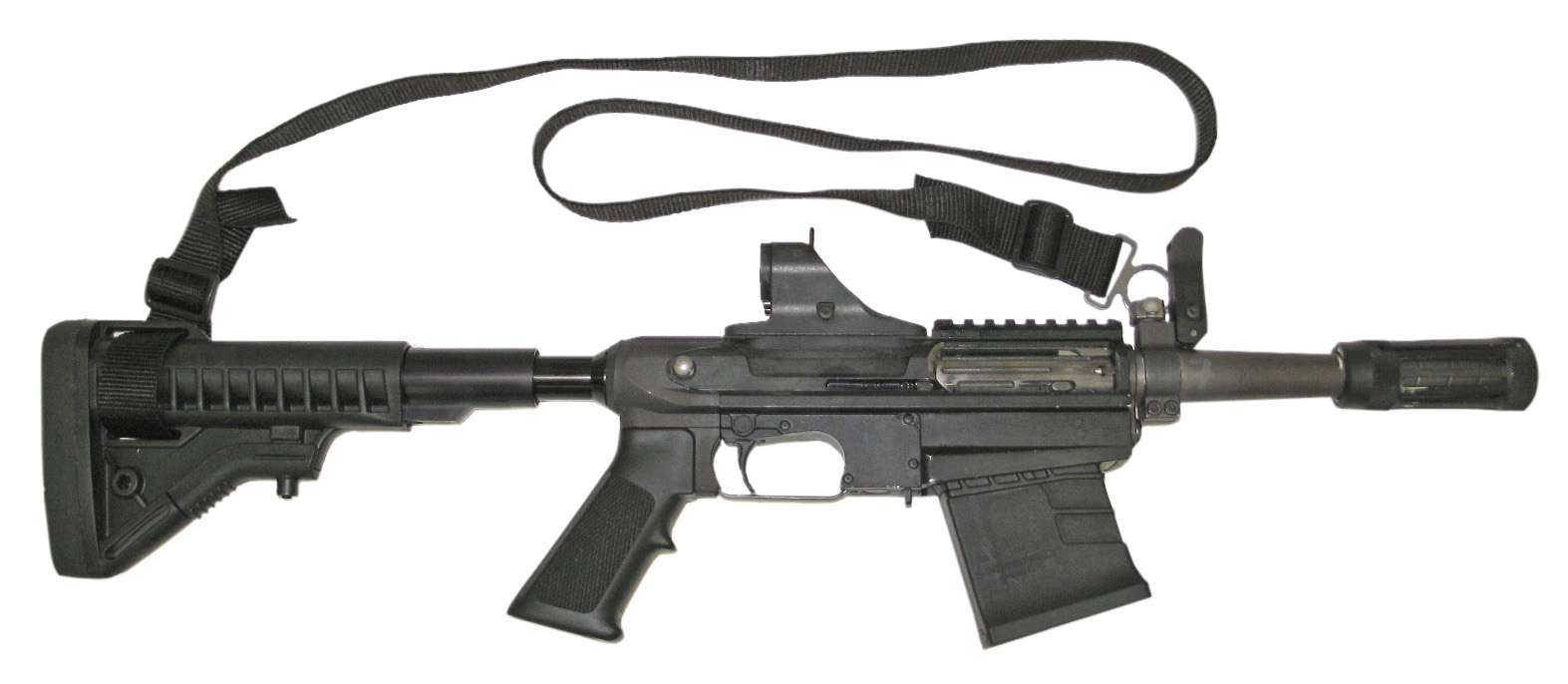
Отдельный вариант M26 MASS

Оригинальная идея принадлежит ружью KAC Masterkey, подствольному укороченному варианту ружья Remington 870, разработанному в 1980-х. KAC Masterkey был не очень эффективен из-за медленной перезарядки подствольного трубчатого магазина и общей неудобности в использовании.
Ружьё использует продольно скользящий затвор, что очень редко используется для ружей. Движение затвора происходит в одной плоскости, то есть без его поворота. Рукоятка затвора может быть расположена как с левой, так и с правой стороны оружия.
В настоящее время небольшие партии ружей используются в конфликте в Афганистане.
В мае 2008 года Армия США объявила о своём намерении закупить 35 тыс. единиц M26.